# 焰火 (我为喜剧狂)
《焰火》（Fireworks）是美国情景喜剧《我为喜剧狂》第1季的第18集，由这季的两位助理执行制片人布雷特·贝尔和戴夫·芬克尔编剧，贝丝·麦卡锡-米勒执导，2007年4月5日通过全国广播公司在美国首播。客串出演这集的演员包括威尔·阿奈特、凯·加农、马特·迪金森、戴夫·芬克尔、埃文·哈灵顿（Evan Harrington）、克里斯·帕内尔、马里克·潘考利、莫里·波维奇、凯斯·鲍威尔、斯图·瑞切尔（Stu Richel）、艾尔·罗克、马哈德奥·谢夫拉（Mahadeo Shivraj）、基西·西蒙斯、杰森·苏戴奇斯和布兰登·沃尔什（Brendon Walsh）。
在这一集里，全国广播公司副总裁杰克·唐纳吉（Jack Donaghy，亚历克·鲍德温饰）为了在风头上压过自己在将来公司首席执行官一职的竞争对手德文·班克斯，因为策划了一场电视直播的焰火活动。后者则在与杰克进行首次会面时一眼就看上了电视台的杂工跟班肯尼斯·帕塞尔（Kenneth Parcell，杰克·麦克布瑞尔饰）。电视节目《与崔西·乔丹》的首席编剧丽兹·莱蒙（Liz Lemon，蒂娜·菲饰）对一位名叫弗洛伊德的同事有好感，为了拉近两人的距离，她跟随对方去参加一个匿名戒酒会。男演员崔西·乔丹（Tracy Jordan，崔西·摩根饰）发现原来自己祖上和美国国父托马斯·杰弗逊有亲戚关系，所以决定要做出一番足以让先人自豪的事业来。编剧图弗·斯帕洛克也意外发现了自己一位先辈的惊人秘密。

## 剧情
德文·班克斯是通用电气负责美国西海岸新闻、网上内容和主题公园人才关系的副总裁，他突然从洛杉矶来到了纽约，杰克担心对方可能会对自己的事业前景构成重大威胁，于是安排自己的秘书乔纳森对班克斯进行调查，得知对方是同性恋，并且对电视台的杂工跟班肯尼斯·帕塞尔“一见钟情”。杰克于是又派肯尼斯去找班克斯，试图了解对方此行的真正目的，只是肯尼斯实在没这号间谍本事。杰克于是找来喜剧小品《与崔西·乔丹》首席编剧丽兹·莱蒙一起来想办法，让公司对自己的好感胜过班克斯，他又派肯尼斯去勾引班克斯，希望可以令对方在一场重要会议中迟到，但班克斯识破了他的计策并按时到达。
丽兹对公司一位名叫弗洛伊德·德巴伯的同事有好感，一个星期二的下午她看到对方走进一所教堂。一星期后，丽兹跟踪弗洛伊德走进教堂，发现他原来是来参加一场匿名戒酒会的会面。丽兹于是假装有酗酒问题来加入这个戒酒会，希望可以拉进与弗洛伊德的距离。可没想到的是，匿名戒酒会还有同一团体成员间不能有约会等私人关系的规矩，丽兹于是向弗洛伊德坦白自己从来都不酗酒，来这里也只是为了接近他。弗洛伊德一开始非常生气，觉得受到了背叛，不过在丽兹诚心道歉，并告诉他许多自己丢人的秘密后，他原谅了对方，两人也开始约会。
杰克计划在洛克菲勒中心周边放一场焰火并进行电视直播，希望以此取悦公司更高层的领导，让他们选择由自己而不是班克斯接任CEO。然而，由于焰火的燃放位置和燃放量把握不当，整场表演让人满以为是一场恐怖主义袭击，以为911事件重现的大批市民打电话报警，愤怒的市长打来了电话，活动也因此草草收场。
男演员崔西·乔丹坚持认为有一个孩子不是自己的，于是进行了DNA检测，结果显示他的确不是父亲，但却与美国开国元勋托马斯·杰弗逊有直接血缘关系。这让他非常恼火，自己身为黑人，却有这么个先辈，他把这个“不幸”的消息告诉了自己节目的两位编剧图弗·斯帕洛克和弗兰克·罗斯塔诺（Frank Rossitano，贾达·弗雷德兰德饰），图弗也意外发现自己是一位美利坚联盟国黑人士兵的直系后代。对此崔西和图弗都深感郁闷。之后崔西做了一个梦，梦见托马斯·杰弗逊（杰克·唐纳吉扮演）在一个电视节目上向自己显灵，表示自己“发明”了美国，并告诉崔西不要执念于过去。崔西醒来后，决定与图弗一起把这一经历和托马斯·杰弗逊的一生编写成一部电影，并亲自在其中饰演所有的角色。只是他还希望这不会是一部喜剧片，而是一部严肃的正剧。

## 制作

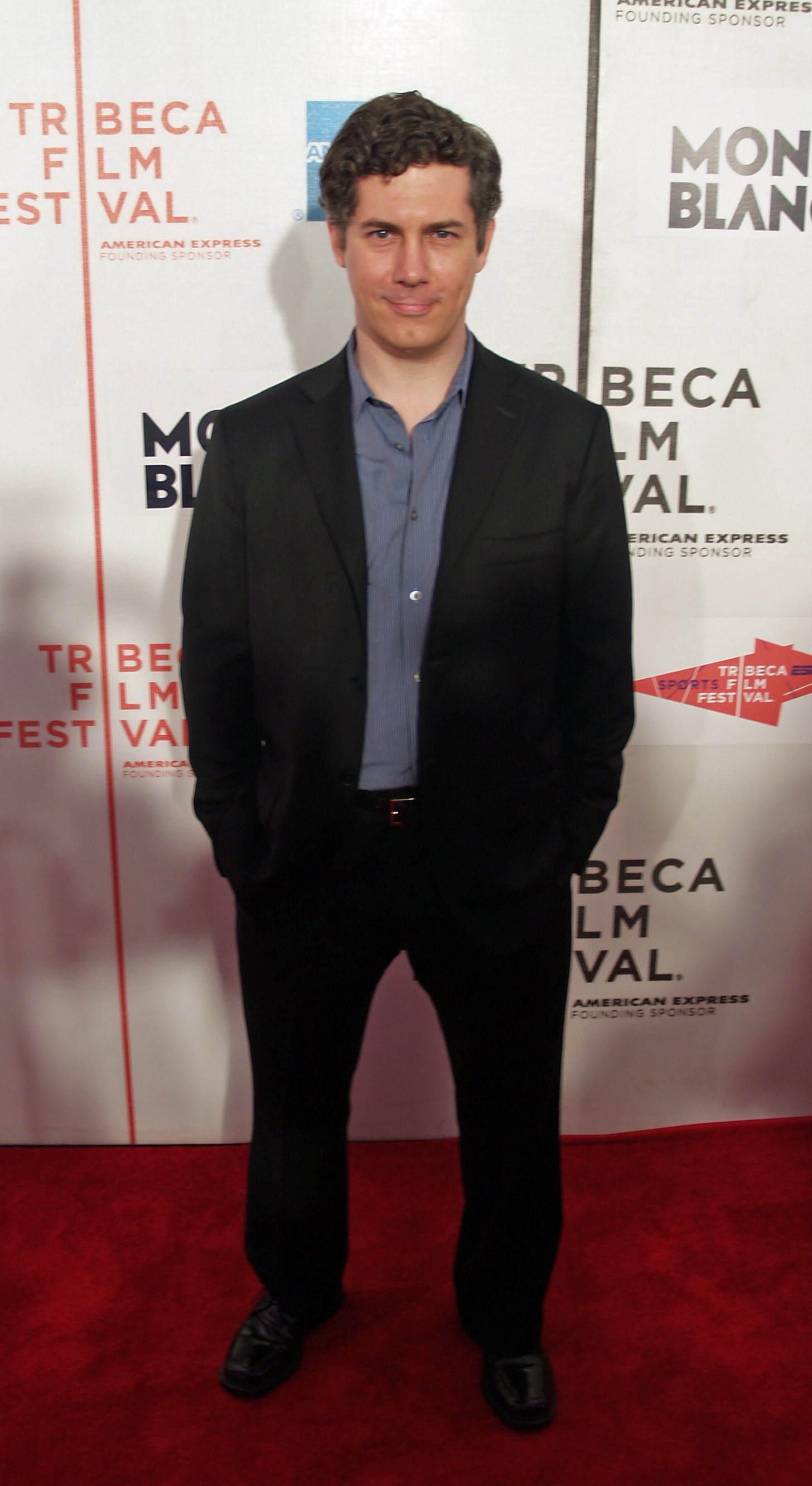
克里斯·帕纳尔参与了《焰火》的演出，他和《我为喜剧狂》的主创人、执行制片人、女主演蒂娜·菲以及扮演崔西·乔丹一角的崔西·摩根都曾是全国广播公司喜剧小品《周六夜现场》的主要演员。

《焰火》是杰克·麦克布瑞尔和威尔·阿奈特的第3次合作。麦克布瑞尔曾两次在情景喜剧《发展受阻》中客串扮演一个乡村俱乐部的服务员，“给人留下了深刻的印象”，阿奈特是《发展受阻》的一位主要演员。
全国广播公司在广告中宣布《焰火》将是本季《我为喜剧狂》中超长的一集，播放时间从30分钟延长到了40分钟，播出时间也从之前的21:00提前到《办公室》播完后的20:40开始。
剧中出现在一个时长为10秒的互联网情景喜剧节目《把事情搞掂》的一对夫妻由戴夫·芬克尔和凯·加农扮演，两人都是《我为喜剧狂》的编剧。加农当时是另一位客串演员杰森·苏戴奇斯的太太，芬克尔则是本集节目的编剧之一。NBC.com网站上还放映了一系列的《把事情搞掂》节目。
《我为喜剧狂》中经常提到《星際大戰》，《试播集》就有崔西·乔丹大喊自己是绝地武士的桥段。丽兹·莱蒙也表示自己是《星際大戰》的死忠粉丝，还说自己和老朋友皮特·霍恩伯格（Pete Hornberger）一起看过很多次，并且还曾4次在万圣节时打扮成莉亞公主的形象。崔西·乔丹还曾采用丘百卡的身份，这也是《星際大戰》中的角色。在《头与头发》中，丽兹告诉简娜“头”有约自己出去，并表示“我只能答应，他用那种帅哥型的眼神看着我，就像是死星遇上千年隼号一样……”这时简娜打断她说“丽兹你快停下，别用你那个时代的语句和我说话，那样的男人才不会喜欢什么《星际旅行》”，丽兹马上纠正道：“是《星際大戰》！”蒂娜·菲也是《星際大戰》的粉丝，她表示节目中每周一次有关《星際大戰》的笑话“已经开始很自然地出现了”，因为剧组都意识到他们“几乎每个节目中”都会有一个这样的笑话。菲表示这已经成了他们“试图保持下去的一种传统”，虽然不能保证每一集都有一个，但还是有着“相当高的安打率”。菲认为这其中大部分的功劳属于“常驻专家”罗伯特·卡洛克。在《焰火》中有两处提及《星際大戰》，一处是丽兹告诉弗洛伊德，自己和制片人老友皮特正在观看AFI百年电影史百大经典电影，但他们只有《星際大戰》和《杜丝先生》，所以只能把反复观看这两部。另一处则是在崔西的梦境中，托马斯·杰弗逊握住崔西的手，告诉他：“愿原力永远与你同在”（May the Force be with you always）。

## 反响
《焰火》在美国首播时吸引了540万户家庭观看，在18-49岁年龄段人群中收获了2.5 / 7的收视率。这意味着全美所有该年龄段人群中有2.5%观看了这集节目的首播，而当时有看电视的这一年龄段观众群里则有7%选择收看《焰火》。与2007年3月8日播出的上一集《战斗的爱尔兰人》相比收视家庭增加了20万户。
电视指南的马特·韦伯·米托维奇（Matt Webb Mitovich）认为这一集中选择由威尔·阿奈特来扮演德文·班克斯是一个“精明的选择”，他觉得这一集中展示了一些“很好的内容”。美国在线电视小队的安娜·强斯（Anna Johns）宣称《焰火》是“这一季最出色的其中一集”，称赞“编剧把一系列故事线索出色地结合在一起”。她还表示这一集中最好笑的部分就是其中的俏皮话，让自己笑得前俯后仰，以致于必须时而按下暂停键，等自己笑够了之后再继续观看。IGN网站的罗伯特·坎宁（Robert Canning）认为《焰火》又是《我为喜剧狂》的一集典范之作，并称赞选择阿奈特来扮演杰克·唐纳吉的死对头是一个恰如其分的完美选择，而且克里斯·帕纳尔的出场总是能够以最快的速度达到最好的效果。